# 325

## Evenimente
- Are loc primul conciliu de la Niceea.
- Se alcătuiesc primele 7 articole din Crezul Ortodox (Simbolul Credinței).

## Nașteri
- dată necunoscută: Constantius Gallus  (d. 354)
- dată necunoscută: Procopius  (d. 366)
- dată necunoscută: Oribasios  (d. 403)

## Decese
- Licinius, împărat roman (n. 250)
- Sextus Martinianus, împărat roman (n. ?)